# Mohamad Haidar
Mohamad Haidar (właśc. Mohamad Faouzi Haidar; ar. محمد فوزي حيدر; ur. 8 listopada 1989 w Tayr Debba) – libański piłkarz, występujący na pozycji pomocnika w libańskim klubie Al Ahed FC oraz w reprezentacji Libanu. Uczestnik Pucharu Azji 2019 i 2023.

## Statystyki

### Klubowe
Na podstawie:
| Klub             | Sezonów | Liga                      | Liga  | Liga   | Puchar | Puchar | Kontynentalne | Kontynentalne | Suma  | Suma   |
| Klub             | Sezonów | Liga                      | Mecze | Bramki | Mecze  | Bramki | Mecze         | Bramki        | Mecze | Bramki |
| ---------------- | ------- | ------------------------- | ----- | ------ | ------ | ------ | ------------- | ------------- | ----- | ------ |
| Tadamon Sour SC  | 2       | ?                         | ?     | ?      | ?      | ?      | –             | –             | ?     | ?      |
| Al-Safa' SC      | 2       | Libańska Premier League   | 40    | 38     | 0      | 0      | 12            | 2             | 52    | 40     |
| Al-Ittihad Club  | 1       | Saudi Professional League | 11    | 0      | 2      | 0      | –             | –             | 13    | 0      |
| Al-Fateh SC      | 3       | Saudi Professional League | 8     | 1      | 1      | 0      | 4             | 0             | 13    | 1      |
| Amanat Bagdad SC | ?       | Dawri Al-Nokhba           | ?     | ?      | ?      | ?      | –             | –             | ?     | ?      |
| Al-Safa' SC      | 1       | Libańska Premier League   | 20    | 3      | 0      | 0      | –             | –             | 20    | 3      |
| Al Ahed FC       | 8       | Libańska Premier League   | 115   | 26     | 0      | 0      | 31            | 1             | 146   | 27     |
|                  | Łącznie | Łącznie                   | 194   | 68     | 3      | 0      | 47            | 3             | 244   | 71     |

### Reprezentacyjne
Na podstawie:
| Gole w reprezentacji | Gole w reprezentacji | Gole w reprezentacji | Gole w reprezentacji | Gole w reprezentacji | Gole w reprezentacji | Gole w reprezentacji | Gole w reprezentacji         |
| Lp.                  | Data                 | Miasto               | Przeciwnik           | Wynik                | Gole                 | Inne                 | Rozgrywki                    |
| -------------------- | -------------------- | -------------------- | -------------------- | -------------------- | -------------------- | -------------------- | ---------------------------- |
| 1.                   | 16.10.2012           | Sydon                | Jemen                | 2:1 (1:1)            | 11'                  |                      | mecz towarzyski              |
| 2.                   | 22.03.2013           | Bejrut               | Tajlandia            | 1:1 (1:0)            | 31'                  |                      | Eliminacje Pucharu Azji 2015 |
| 3.                   | 06.09.2013           | Bejrut               | Syria                | 2:0 (1:0)            | 50'                  |                      | mecz towarzyski              |
| 4.                   | 19.11.2013           | Bejrut               | Iran                 | 1:4 (0:1)            | 79'                  |                      | Eliminacje Pucharu Azji 2015 |
| 5.                   | 28.12.2023           | Trypolis             | Jordania             | 2:1 (1:1)            | 24'                  |                      | mecz towarzyski              |

## Sukcesy
Na podstawie:

### Klubowe
Z Al Ahed:
- Zwycięzca Pucharu AFC 2019
- Mistrz Libanu 2016/17, 2017/18, 2018/19, 2021/22, 2022/23

Z Al-Safa:
- Mistrz Libanu 2012/13

### Indywidualne
- Król strzelców Libańskiej Premier League 2011/12